# Atlético Estado de México Fútbol Club
A.E.M. Fútbol Club es un equipo de fútbol profesional mexicano, que jugó en la Segunda División de México hasta 2017, posteriormente el club principal desapareció y se mantuvo únicamente el conjunto de Tercera División. Tiene como sede el Estadio Hugo Sánchez ubicado en Cuautitlán Izcalli.

## Historia
Este equipo comenzó con la idea de buscar al talento mexicano y brindarles la oportunidad de sobresalir en un ámbito tan competitivo como lo es el fútbol. Anteponiendo los intereses y beneficios de los jugadores, el Licenciado Miguel Ángel Rogel decidió unirse con el profesor Aarón Huesca, para crear una institución en la que no se cobraran registros o visorias, sino que simplemente sirviera como un aparador para que más jóvenes mexicanos conocieran el éxito en los más grandes circuitos de este increíble deporte.
Se Anunció como nuevo equipo en junio de 2015, reemplazando en la Plaza a Internacional de Acapulco. Debutó el equipo el sábado, 15 de agosto de 2015 en Querétaro, empatando a 2 goles, ganando el punto extra. El defensa Mauricio Moreno fue el primer autor del gol de A.E.M. en su historia oficial.
Su primer triunfo oficial lo obtuvo el sábado 22 de agosto de 2015, derrotando 2-1 a Loros de la Universidad de Colima, con goles de Ricardo López y Diego Malagón.
Después de finalizar el torneo Clausura 2017, el equipo de Segunda División se vio obligado a desaparecer al no poder contar con una sede adecuada a los requerimientos de la categoría, tras no recibir la autorización gubernamental para trasladarse al Estadio Neza 86, el cual ya había anunciado como su nueva sede. El AEM trató de mantenerse en la segunda división con la interposición de un amparo, sin embargo, este no fue aceptado por la Liga Premier de México que terminó expulsando al club de la categoría.
El equipo mantiene únicamente el A.E.M. Fútbol Club Tercera División.

## Instalaciones
A.E.M. Fútbol Club Tercera División tiene un estadio en la ciudad de Cuautitlán Izcalli, Estado de México.

## Uniforme

### Uniformes Actuales
- Uniforme local: Camiseta azul con detalles amarillos, pantalón y medias azul.
- Uniforme visitante: Camiseta negra con dorado, pantalón y medias negras.
- Uniforme alternativo: Camiseta blanca con detalles guindos, pantalón y medias negras.

| Primer Uniforme | Segundo Uniforme | Tercer Uniforme |

### Uniformes anteriores
- 2015-2016

| Primer Uniforme | Segundo Uniforme |

## Temporadas
| Apertura 2015 | 3.Segunda LPA      | 10.º Grupo II                |
| Clausura 2016 | 3.Segunda LPA      | 15.º Grupo II                |
| Apertura 2016 | 3.Segunda LPA      | 7.º Grupo II                 |
| Clausura 2017 | 3.Segunda LPA      | 7.º Grupo II                 |
| 2017/2018     | 5.Tercera División | 4.º G IV (Dieciseisavos)     |
| 2018/2019     | 5.Tercera División | 3.º Grupo IV (Dieciseisavos) |
| 2019/2020     | 5.Tercera División | 3.º Grupo IV                 |
| 2020/2021     | 5.Tercera División | 15.º Grupo IV                |